# استیسی کولدیکات
استیسی کولدیکات (انگلیسی: Stacy Coldicott؛ زادهٔ ۲۹ آوریل ۱۹۷۴) بازیکن فوتبال اهل بریتانیا است.
از باشگاه‌هایی که در آن بازی کرده‌است می‌توان به باشگاه فوتبال وست برومویچ آلبیون، باشگاه فوتبال کمبریج یونایتد، باشگاه فوتبال گریمزبی تاون، باشگاه فوتبال گرنثم تاون، باشگاه فوتبال هرفورد یونایتد، و باشگاه فوتبال کاردیف سیتی اشاره کرد.